# Colocasia juncta
Colocasia juncta är en fjärilsart som beskrevs av Barend J. Lempke 1966. Colocasia juncta ingår i släktet Colocasia och familjen Pantheidae. Inga underarter finns listade i Catalogue of Life.